# Assolutamente sì
Assolutamente sì è una comune espressione della lingua italiana, nella quale l'avverbio «assolutamente» rafforza il significato dell'avverbio «sì» (uso intensivo). Spesso si riscontra anche l'uso affermativo del solo avverbio assolutamente in sostituzione (per ellissi) del «sì» olofrastico. Lo stesso fenomeno colpisce tuttavia anche la negazione: molti parlanti preferiscono rispondere con un «assolutamente no» oppure con un semplice «no».
Una simile evoluzione risente con ogni probabilità dell'influsso dell'inglese «absolutely», pervenuto in italiano attraverso il doppiaggio cinematografico. A differenza di quanto osservato per l'italiano, in inglese l'avverbio «absolutely» ha lo stesso valore di «certainly», e può essere usato in funzione sia intensiva sia sostitutiva (olofrastica).
L'uso di «assolutamente [sì]» e «assolutamente [no]» è diventato molto frequente, soprattutto in situazioni colloquiali e in contesti mediatici, ed è indice di un fenomeno sociolinguistico collegato alla natura soprattutto mediatica dell'esperienza dei parlanti. L'influenza sull'italiano popolare dei modelli linguistici televisivi è infatti preponderante su quella dei modelli letterari, essendo la lettura in Italia secondo le statistiche una pratica marginale.
Il giudizio di linguisti e altri cultori dell'italiano in proposito è generalmente negativo. I primi deprecano in particolare, perché equivoco, l'uso di «assolutamente» in funzione sostitutiva dell'affermazione o della negazione. L'abuso dell'avverbio è percepito da alcuni come spia della tendenza (consapevole o no) a un linguaggio inutilmente iperbolico e aggressivo, se non addirittura intransigente e fanatico.

## Questione linguistica
Mentre il rafforzamento del «sì» e del «no» equivale del tutto a quello prodotto dall'avverbio «certamente», la loro drastica sostituzione è deprecata come potenziale fonte di equivoci, poiché l'avverbio «assolutamente» ha valore neutro. Esso vuol dire «in maniera assoluta», e non si associa in particolare a un significato affermativo o negativo, che può essere solo desunto dal contesto. La risposta «Assolutamente!» alla domanda «Sei d'accordo?» potrebbe perciò significare tanto «sì», «senz'altro», quanto «no», «nient'affatto», così da lasciare aperto il dubbio sulle intenzioni del parlante. Pertanto, l'Accademia della Crusca consiglia di impiegare «assolutamente» soltanto insieme a «sì» o «no», ma anche di evitarlo del tutto se non necessario.

## Fenomeno sociolinguistico

### Origine e diffusione
Nel linguaggio comune, l'uso di «assolutamente sì» e «assolutamente no» si è molto diffuso, e dilaga anche quando non è necessario alcun rafforzamento. Per questo motivo, è considerato un tormentone, frutto di adeguamento conformista a un costume percepito come tendenza, un tic linguistico in cui si inciampa per «riempir[si] la bocca in modo pretenziosamente trendy».

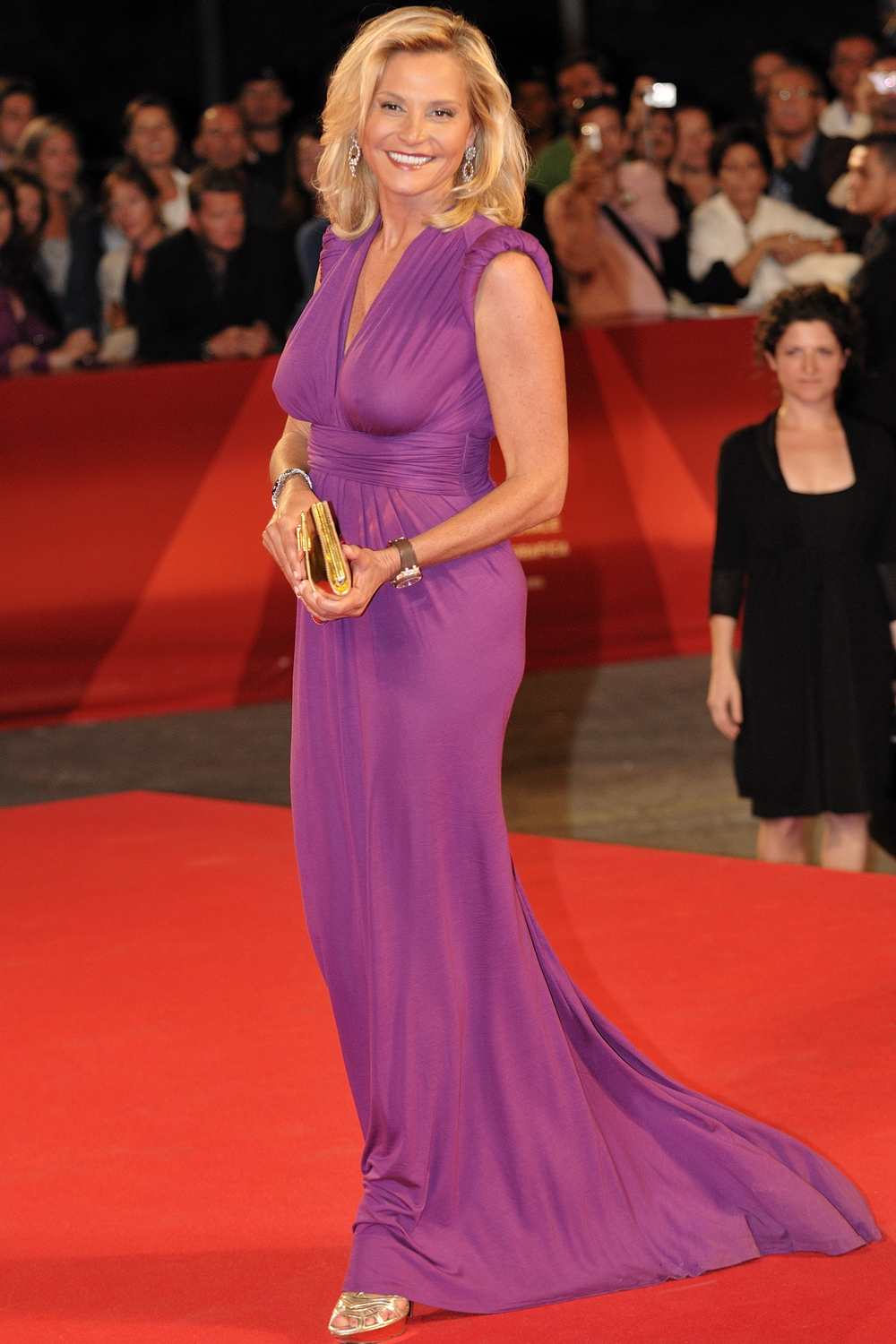
Simona Ventura indulge spesso all'uso di «assolutamente». L'espressione si è diffusa per il prestigio attribuito ai modelli televisivi.

La sua diffusione, attestata già negli anni 1990, appare legata alla televisione, medium molto influente sull'uso popolare dell'italiano. Il fenomeno è cioè associato alla dimensione mediatica del «retroterra del parlante», il cui lessico è influenzato dalla frequenza con cui le forme ricorrono nel linguaggio televisivo e, secondariamente, cinematografico.
Il "tic" linguistico televisivo si incontra non solo nel modo di esprimersi delle persone comuni, come i protagonisti dei reality show, ma anche in quello di opinionisti e inviati. L'uso insistito dell'avverbio, in funzione sia affermativa sia negativa, è stato rimproverato a Fedro Francioni, come anche a Simona Ventura.

### Cause
La diffusione di certi discussi usi linguistici è attribuita da alcuni all'influenza dell'inglese; in questo caso sembra dovuta alla traduzione dell'avverbio «absolutely». Precisamente, sarebbe un fenomeno di interferenza fraseologica determinata dal doppiaggio: l'avverbio «absolutely», molto frequente nei film e nei telefilm in inglese, pone un problema di sincronizzazione del doppiaggio al labiale degli attori, che viene risolto di solito con l'uso di «assolutamente».
Ciò avviene più spesso nelle produzioni destinate al pubblico televisivo. Uno studio sul linguaggio delle fiction ha osservato che l'adesione letterale del doppiaggio all'originale si spinge in realtà oltre le esigenze di sincronizzazione, e sconfina nel calco sintattico gratuito, anche quando l'espressione italiana più corretta (come «certamente sì») non pone problemi di aderenza al labiale.
La causa potrebbe risiedere nell'approssimazione delle traduzioni, spesso adagiate sul ricalco meccanico degli originali in conseguenza del notevole volume di materiale da tradurre in tempi brevi per soddisfare una domanda di intrattenimento molto elevata. In una singola puntata di Beautiful è stata notata, ad esempio, la proliferazione di avverbi come «esattamente», «assolutamente», «incredibilmente», in traduzioni meccaniche del tipo di «I'm absolutely convinced» > «io sono assolutamente convinta» (la traduzione più naturale è «sono del tutto certa») o «incredibly sweet» > «incredibilmente dolce» (invece di «dolcissimo»).
Queste interferenze morfosintattiche si inseriscono in un più vasto sistema di influenze che ha determinato l'affermarsi di espressioni come «non c'è problema», «esatto!», «sì?» al posto di «pronto?» al telefono, «sulla carta» (da «on paper») in luogo di «teoricamente».
L'abuso di espressioni come «assolutamente», non giustificato da esigenze semantiche, testimonia dunque la maggior influenza sulla lingua da parte della televisione, rispetto a quella della lettura che, secondo le statistiche, è piuttosto negletta dagli italiani. Ma è indice altresì di un diverso fenomeno culturale, consistente nell'emersione di «una generale tendenza all'uso di un linguaggio iperbolico e aggressivo, in cui la sola affermazione o negazione sembrano non essere più sufficienti, come se ci fosse la necessità di rendere più perentorie e categoriche delle affermazioni già di per sé chiare».
Si assiste cioè all'esacerbazione dei registri comunicativi, testimoniata anche dall'abbondanza di avverbi e aggettivi in funzione intensiva («incredibile», «fatidico», «enormemente», «estremo») in costrutti iperbolici come «evento fatidico», «un libro assolutamente strepitoso», «un oggetto di estremo interesse».

### Critiche
L'abuso di «assolutamente» è all'origine di stroncature come quella decretata nel 2003 dai lettori del Sole 24 ORE nel gioco linguistico Parole da buttare, in cui l'espressione si classificò al secondo posto, preceduta solo da «quant'altro» e seguita da «un attimino», con la variante «un secondino», e dal «piuttosto che» disgiuntivo. Concludendo l'inchiesta sull'inserto domenicale del quotidiano, il glottoteta Diego Marani classificò «assolutamente» e «assolutamente sì», dal punto di vista semiotico, come espressioni del tutto prive di contenuti comunicativi, classificabili al pari del «mi consenta» berlusconiano tra gli strumenti inutili del lessico di Porta a porta: mere formule utili a «tenere il microfono», ma con uno spessore semantico equivalente a quello di un grugnito.
Un'altra aspra stroncatura è stata espressa da Beppe Severgnini: la moda linguistica è stigmatizzata dal saggista come frutto perverso di «vizi psicologici», conformismo, piaggeria anglofila ed erosione del senso delle parole nell'Italia contemporanea:
(Beppe Severgnini, L'italiano. Lezioni semiserie)
Gustavo Zagrebelsky annovera l'uso di «assolutamente» tra i luoghi comuni dilaganti della comunicazione pubblica che segnano la degenerazione kitsch di «una lingua che ci sovrasta, elaborata e diffusa nei circuiti della comunicazione, carica di sottintesi che ci avvolgono come in un intreccio di significati che sembrano indipendenti da noi, perché li accogliamo come ovvi, non contestabili, e dotati di una propria persuasività che non ha bisogno di essere dimostrata ogni volta».